# طلاق مرد، طلاق زن
طلاق مرد، طلاق زن (انگلیسی: Divorce His, Divorce Hers) یک فیلم تلویزیونی به کارگردانی واریس حسین است.